# Lothar Charoux
Lothar Charoux (Viena, 5 de fevereiro de 1912 — São Paulo, 23 de fevereiro de 1987) foi um pintor, desenhista e professor austro-brasileiro. Nascido na Áustria, começou a estudar arte com seu tio, o escultor Siegfried Charoux. Chega ao Brasil em 1928 e, na década seguinte, tem aulas de pitura com Waldemar da Costa. Inicialmente pintando paisagens e retratos, a partir de 1948, Charoux se desloca para temas construtivos. Em 1952, participa da criação do Grupo Ruptura e, em 1973, da fundação da Associação de Artes Visuais Novas Tendências.